# Canto Libre
Canto Libre är ett musikalbum av Víctor Jara utsläppt 1970.

## Låtlista
1. "Inga" - (Peruansk folkmusik)
2. "Canción del árbol del olvido"  - (A. Ginastero - F. Silva Valdés)
3. "La pala" - (Víctor Jara)
4. "Lamento borincano - (R. Hernández)
5. "Ventolera" (Instrumental) - (Víctor Jara - Patricio Castillo)
6. "El tinku"  - (Boliviansk folkmusik)
7. "Angelita Huenuman" - (Víctor Jara)
8. "Corrido de Pancho Villa" - (Mexikansk folkmusik))
9. "Caminando, caminando" - (Víctor Jara)
10. "¿Quién mató a Carmencita?" - (Víctor Jara)
11. "Canto libre" - (Víctor Jara)